# إيما فان باسل
إيما فان باسل (بالإنجليزية: Emma van Bussel)‏ مواليد 2 مايو 1989، هي لاعبة كرة يد أسترالية. مثلت منتخب أستراليا لكرة اليد للسيدات.

## سجل المنافسة
شاركت في البطولات التالية:
- بطولة العالم لكرة اليد للسيدات 2013